# Dominique Adolphe Grenet

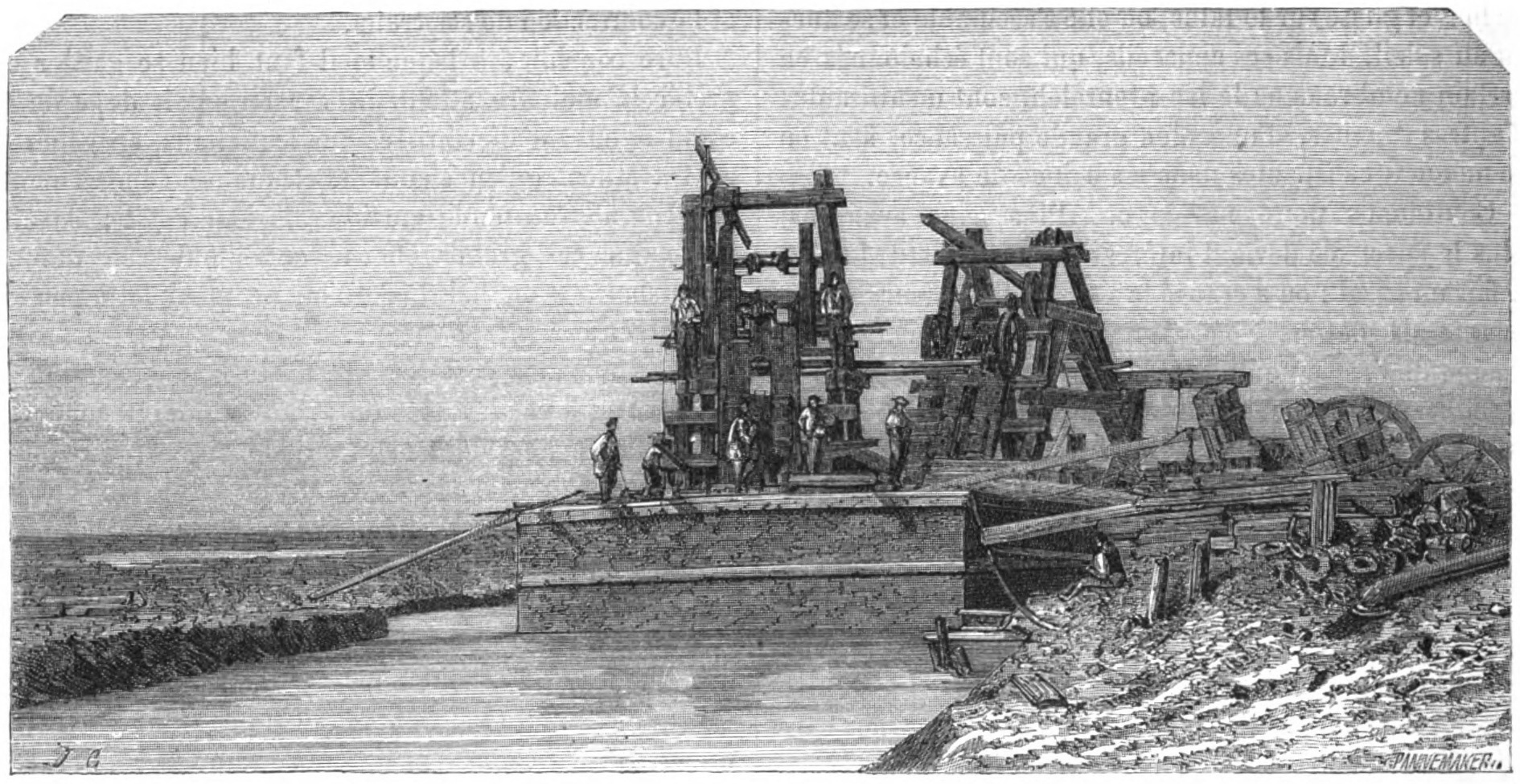
Drague au montage (Dominique Adolphe Grenet)

Dominique Adolphe Grenet, né le 24 novembre 1821 à Joigny et mort le 28 juin 1885 à Gien, est un peintre français.

## Biographie
Dominique Adolphe Grenet de Joigny est le fils de de Dominique Grenet, docteur en médecine, et de Louise Hélène Joséphine Mocquot.
Aux beaux-arts, il est élève d'Auguste Couder et de Léon Cogniet, il expose au Salon à partir de 1845.
En 1872, il épouse Adélaïde Antoinette Lamôme, en présence des peintres Louis-Eugène Schopin et de Pierre-Eugène Marc.
Il meurt à son domicile de Gien à l'âge de 63 ans.